# 露茜·查瑞特
露茜·查瑞特（1864年1月2日－1890年1月15日）出生在墨西哥韋拉克魯斯州小鎮，並定居在Agostadero，現在Cempoala。薩拉特是有記錄以來的第一位原始侏儒症患者。她是吉尼斯世界紀錄的“最輕的成年人”，體重4.7磅（2.1公斤）。根據1894年條線雜誌，薩拉特一歲之後身高不再發展。她的家卡薩格蘭德（Casa Grande）是向公眾開放為博物館。